# Aphelodoris antillensis
Aphelodoris antillensis is een slakkensoort uit de familie van de Dorididae. De wetenschappelijke naam van de soort werd voor het eerst geldig gepubliceerd in 1879 door Bergh.